# Randiella litoralis
Randiella litoralis är en ringmaskart som beskrevs av Erséus och Strehlow 1986. Randiella litoralis ingår i släktet Randiella och familjen Randiellidae. Inga underarter finns listade i Catalogue of Life.